# Джеймс Корбетт — Джон Салливан
Бой Джона Салливана с Джеймсом Корбеттом — боксёрский поединок в перчатках за титул чемпиона мира в тяжёлом весе, от которого принято отсчитывать хронологическое древо линейного чемпионства современного бокса. На момент проведения поединка оба соперника были непобеждёнными.

## Предыстория
В 1892 году чемпион мира Джон Салливан принял вызов от молодого калифорнийского боксёра Джеймса Корбетта. Бой за титул чемпиона мира в тяжёлом весе был назначен на сентябрь.

## Обстоятельства проведения
Призовой фонд составил $25 тыс. и распределялся по принципу «победитель получает всё». Поединок состоялся в среду, 7 сентября 1892. Поединок проводился на территории французского квартала города Новый Орлеан, в закрытом помещении клуба «Олимпик», при искусственном освещении. Бой начался в 21:00 по местному времени, — Салливан никогда не боксировал в такое позднее время, все его предыдущие поединки проходили или в утренние часы или в полуденное время при естественном освещении, нередко в жару. Посмотреть на бой пришли 10 тысяч зрителей, хотя цена билета составляла от 5 до 15 долларов (примерно 120-355 современных долларов). Эти финансовые показатели и рекорд посещаемости спортивного события были совершенно запредельными по меркам XIX века и впечатляющими даже по современным меркам. Перед боем, в раздевалке Корбетт исповедался и причастился у священника, Салливан тем временем дурачился со своими друзьями, не воспринимая своего соперника всерьёз.

## Соперники
Претендент был выше чемпиона, их рост составлял 179 и 187 см, вес — 212 фунтов (96 кг) и 193 фунта (88 кг) соответственно. Корбетт был моложе, быстрее, имел преимущество в длине рук, его стиль боксирования с безопасной дистанции («фехтования» в терминах спортивной журналистики тех лет) в дальнейшем позволял ему постоянно уходить от ударов Салливана.
- Чемпион
 Джон Салливан
- Претендент
 Джеймс Корбетт

Салливан находился в форме, далёкой от той, в которой он завоевал чемпионство и выходил на защиту своего титула в 1880-е годы, ведя гулящий образ жизни, беспорядочные половые связи, страдая от алкоголизма и излишнего веса. Корбетт находился в лучшей спортивной форме своей жизни, предварительно одержав ряд значительных побед над звёздами тогдашнего бокса.
Корбетт выходил в ринг, имея план на бой и отчётливо себе представляя, какую тактику он противопоставит напору Салливана, с расчётом измотать своего соперника, в то время как Салливан традиционно для себя действовал по обстоятельствам и каких-либо планов на бой не строил.

## Ход поединка
По сути дела, весь бой представлял собой безуспешные попытки Салливана догнать Корбетта, который уходил из зоны риска непременно пробивая джебом в лицо преследующему и не дал тому даже приблизиться на удобную для него дистанцию, чтобы начать размен ударами (попытки «перебить» Салливана на ближней и средней дистанции были обречены, этого не удавалось сделать никому, понимая это Корбетт сделал ставку на интенсивные передвижения по рингу). В танцующей манере, Корбетт по словам журналистов буквально «срывался и убегал» от любой атаки преследующего его Салливана быстрыми шагами назад или в сторону, чередуя джеб в голову с прямыми ударами по корпусу соперника и предпочитая находиться на расстоянии десяти футов от чемпиона, всегда улыбаясь и не обращая внимания ни на реакцию публики, ни на оскорбления, которые шипел ему сквозь зубы Салливан. Салливан, с гримасой презрения на лице, грузно шёл вперёд с размашистыми ударами, ни один из которых не достиг цели. В пятом раунде Корбетт пробил джеб, который сломал Салливану нос, — публика пришла в экстаз при виде крови, — и быстро пробил двойку «правый-левый», которая рассекла Салливану щеку, кровь струилась стекая по туловищу и по ногам, так что в течение нескольких секунд Салливан уже был весь в собственной крови. Все последующие раунды Корбетт не торопил события, методично нанося удары по сломанному носу и рассечениям на лице Салливана, что приводило того в ещё большую ярость, заставляя наносить ещё более размашистые удары, расходуя силы и не попадая по претенденту. В шестом раунде Салливан наконец попал размашистым свингом правой в корпус Корбетту, но тот сразу пробил встречный в лицо чемпиона, из свежих ран которого струилась кровь. В седьмом раунде Салливан впервые отступил сделав шаг назад, и Корбетт постепенно начал перехватывать инициативу в свои руки, периодически делая атакующие спурты. В десятом раунде Салливану наконец удалось попасть Корбетту в челюсть. В конце двенадцатого раунда, Корбетт, почувствовав, что соперник теряет силы, впервые не отступил от шедшего на него Салливана и ввязался в короткий размен, нанеся Салливану три удара по лицу, попадания которых было слышно даже на задних рядах. В четырнадцатом раунде Корбетт осмелел настолько, что решил устроить размен в центре ринга, но получил по шее шальной удар с левой от Салливана и вернулся к своей привычной тактике. К шестнадцатому раунду лицо Салливана представляло собой плачевное зрелище, левый глаз заплыл, обильно кровоточили нос и разбитые губы, с левого уголка рта струилась кровь. Несмотря на это он продолжал свои безуспешные попытки догнать Корбетта, который, по словам описывавшего событие корреспондента, «метался по рингу со скоростью птицы». В семнадцатом раунде чемпиону удалось попасть по рёбрам претенденту, отчего тот замедлил темп своих передвижений и пропустил целую серию ударов, но его спас гонг. Следующие три раунда прошли в привычной для Корбетта манере. Наконец, видя что Салливан совершенно ослабел и пребывал в состоянии «грогги», претендент ринулся в яростную атаку, из которой он вышел чемпионом.

## Значение
Даже современники отмечали большое значение поединка для истории развития бокса, поскольку впервые технически более подготовленный боксёр смог одолеть значительно более сильного физически и опытного соперника, противопоставив ему не случайный удар и действия наудачу, а продуманную и отработанную заранее тактику действий. Победа Корбетта знаменовала собой триумф бокса над кулачным боем.